# Claude Corbel
Pour les articles homonymes, voir Corbel.
Claude Corbel est un footballeur français né le 25 mai 1932 à Fauville-en-Caux (Seine-Inférieure) et mort le 21 septembre 2011 à Notre-Dame-de-Gravenchon.
Ce joueur a évolué comme attaquant au Havre AC et au FC Rouen dans les années 1950.

## Carrière de joueur
- 1956-1959 : Le Havre AC
- 1959-1962 : FC Rouen
- 1962-1963 : FC Nantes[2]

## Palmarès
FC Rouen:
- Meilleur buteur de Division 2 en 1960 (29 buts).